# Clubiona akagiensis
Clubiona akagiensis är en spindelart som beskrevs av Hayashi 1985. Clubiona akagiensis ingår i släktet Clubiona och familjen säckspindlar. Inga underarter finns listade i Catalogue of Life.